# 离石市
离石市，中国旧市名。
1996年改离石县置，治所在今山西省吕梁市离石区。属吕梁地区。2003年撤销，改置离石区，属吕梁市。 